# 灰長吻鰩
坎氏長吻鰩（學名：Dipturus canutus），為軟骨魚綱鰩目鰩科長吻鰩屬的一種，被IUCN列為瀕危保育類動物，分布於印度西太平洋澳洲海域，深度330至730公尺，本魚體盤窄，頂端圓，寬度為體長的67–75%，為其長度的1.2–1.3倍，尾不寬，中部寬度為高度的1.6–2倍，第一背鰭起點的寬度為高度的1.3–1.9倍，上顎前長為體長的16–19%，吻長為眶間寬的3.1-3.8 倍，眶徑為眶間寬度的63–94％，第一背鰭高為基長的1.2-1.6倍，腹鰭中等，成年雄魚後葉長度為體長的17–19%，前葉長度為後葉的67–86%，上顎齒列33-41列，背部主要為均勻的灰色或灰棕色，腹面有濃重的灰色和白色圖案，吻部、腹部、泄殖腔周圍以及腹鰭外緣有深色斑紋，腹側感覺孔通常不明顯，沒有被灰色斑點包圍，體長可達79.5公分，棲息在大陸坡海域，為底棲性魚類，肉食性，卵生，生活習性不明。根據2021年的一份報告指出，該物種是澳洲四種因拖網捕魚而瀕臨滅絕的物種之一。